# Kalina tušalaj
Kalina tušalaj (Viburnum lantana) je keř s plochými vrcholíky bílých, slabě nazelenalých květů. V Česku roste na výslunných, kamenitých stráních, v teplomilných a mezofilních křovinách a ve světlých hájích (především teplomilných doubravách a dubohabřinách) od nížin až do podhůří, hlavně v teplejších krajích a na vápenatých půdách. Často se také pěstuje jako okrasný keř a vysazuje v parcích hlavně kvůli zprvu bílým, posléze červenajícím a nakonec černým plodům. Pěstují se také různé kultivary.

## Popis

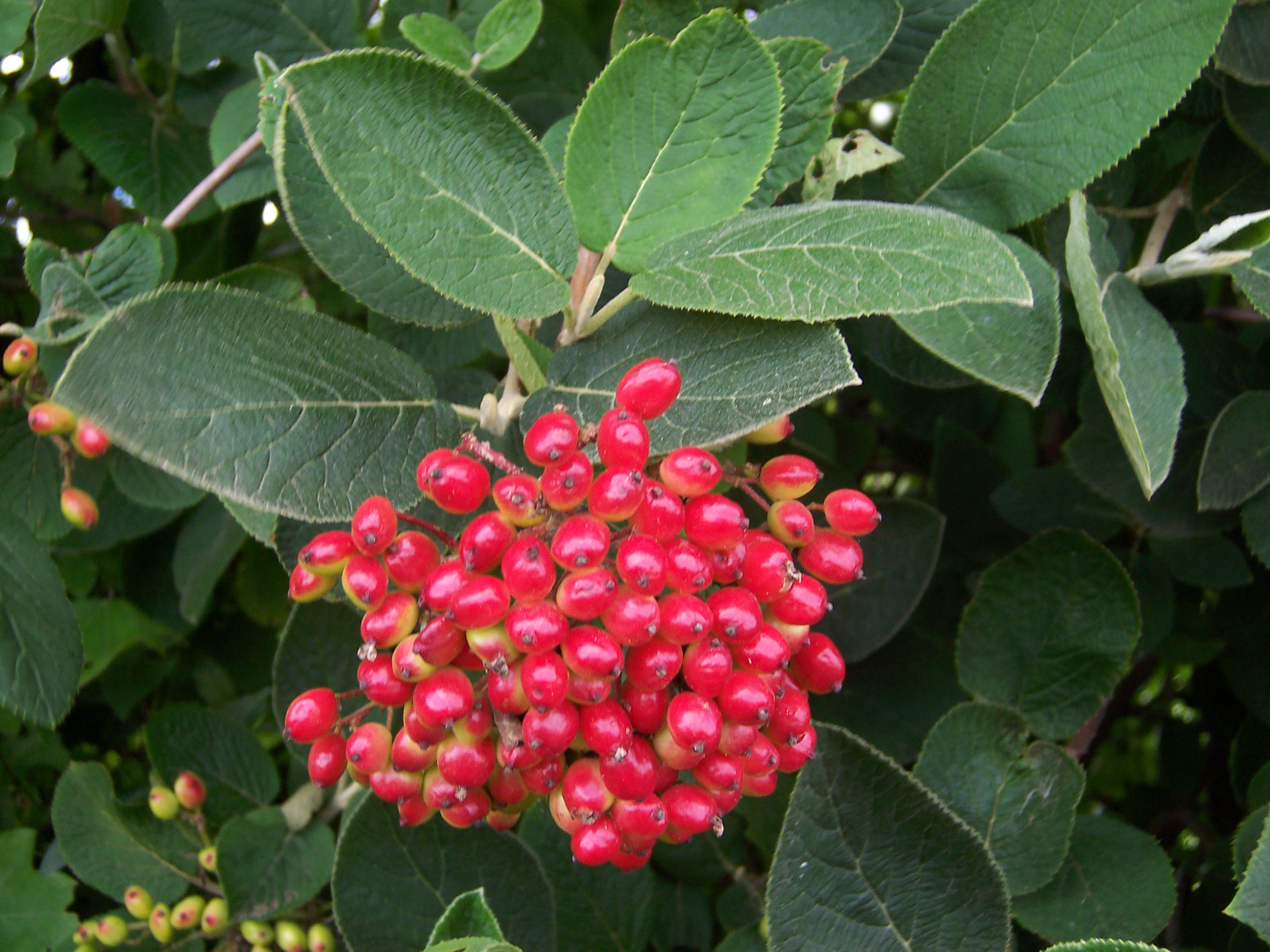
Kalina tušalaj, plody

Kalina tušalaj je až 3 m vysoký keř s široce vejčitými, na bázi lehce srdčitými řapíkatými listy. Opadavé listy jsou krátce řapíkaté a svraskalé, ostře pilovité, tupě zašpičatělé, na líci roztroušeně chlupaté, na rubu plstnaté až olysalé, čepel 5–12 cm dlouhá. Kvete od dubna do května, květenství jsou bohaté koncové vrcholíky o průměru 5–10 cm s bílými, nazelenalými, souměrnými pětičetnými květy. Všechny květy jsou plodné, zvonkovitě nálevkovité, 6–8 mm v průměru, s vejčitými zaokrouhlenými cípy. Plody jsou jednosemenné lesklé, zprvu zelenavé, pak červenající a nakonec leskle černé peckovice, které zůstávají na keři až dlouho do zimy. Nejsou poživatelné a zdravotní potíže mohou způsobit jen ve větším množství.

## Zajímavost
Z kaliny tušalaj byly vyrobeny některé dříky šípů, které měl u sebe pravěký lovec Ǒtzi, jehož mumie byla nalezena v roce 1991 v Ötztalských Alpách.